# Ioan Ilioviciu
Ioan Ilioviciu (n. 15 ianuarie 1891, Daneș, Austro-Ungaria – d. 27 februarie 1970, Moșnița Nouă, România) a fost un deputat în Marea Adunare Națională de la Alba Iulia, organismul legislativ reprezentativ al "tuturor românilor din Transilvania, Banat și Țara Ungurească", cel care a adoptat hotărârea privind Unirea Transilvaniei cu România, la 1 decembrie 1918.

## Biografie
Ioan Ilioviciu a fost preot în Moșnița Veche. A fost strănepotul protopopului Nicolae Iliovici din Sighișoara, părinții lui au fost Ioan și Elisaveta, fiind al 8-lea copil în familie. Liceul l-a făcut în Dumbrăveni (5 clase), în Năsăud 3 clase și bacalaureatul, iar teologia la Academia de Teologie din Sibiu unde a obținut diploma în 1914.
De la o vârstă fragedă s-a inițiat în cititul cărților românești, deși a cercetat școala săsească și ungurească. Încă din al doilea an de liceu colecționa  poezii și cântări românești, ținând adevărate întruniri cu colegii români cărora le cânta și îi învăța. Începând cu al treilea an de liceu și-a procurat cărți literare românești de la Circu din Brașov și din București. S-a ocupat de mic cu teatrul, ținând șezători culturale în comuna natală.
Din 22 octombrie 1916 va funcționa ca preot în Moșnița Veche, distingându-se prin strădaniile de afirmare a vieții culturale românești în localitate, de a menține încrederea în victoria cauzei unității poporului român. Deși supravegheat de autorităti, întemeiază în anul 1917 o bibliotecă națională la Moșnița, apără interesele locuitorilor apăsați de rechizițiile repetate impuse în anii Primului Război Mondial.
Izbucnind Primul Război Mondial, a fost veșnic urmărit de jandarmi. A participat la întâlniri secrete în Sighișoara și Dumbrăveni. În acest timp a mai călătorit la Târgu Mureș, Brașov, Făgăraș și Sibiu. În anul 1916 în timpul pătrunderii germanilor în România, revine de la Sighișoara în comuna natală, unde se refugiază în pădure alături de ceilalți săteni, fiind căutat de jandarmi. Soldații unguri și nemți i-au devastat casa, arzându-i biblioteca.
După 10 zile de refugiu este nevoit să părăsească comuna natală, fiind căutat de autorități și se refugiază la Dumbrăveni, unde pleacă spre Timișoara cu un tren al refugiaților. Ajuns aici, a relatat întâmplările părintelui protopop Oprea. Pe 10 septembrie 1916 este ales preot în Moșnița. Aici se căsătorește cu fiica Brigadierului Silvic Crișmariu, Valeria, în vârstă de 15 ani.
După Marea Unire din 1918 Ioan Iliovoviciu funcționează ca preot în Moșnița Veche, până la pensionare. Este un om activ, implicat în viața culturală și economică a comunei. Bucurându-se de respect în rândurile sătenilor, sprijină inițiativele edilitare de ridicare a nivelului de viață și de progres economic a comunei.

## Activitatea politică
În 1918 a constituit Consiliul Național Român și Garda Națională la Moșnița. Ca deputat în Marea Adunare Națională din 1 decembrie 1918, Ioan Ilioviciu a reprezentat ca delegat supleant al Cercului electoral Becicherecu Mic.